# 3 de juny
El 3 de juny és el cent cinquanta-quatrè dia de l'any del calendari gregorià i el cent cinquanta-cinquè en els anys de traspàs. Queden 211 dies per a finalitzar l'any.

## Esdeveniments
Països Catalans
- 1809, Barcelona: Després d'un procés a la Ciutadella, les forces napoleòniques executen la majoria dels implicats en la Conspiració de l'Ascensió, entre ells Aulet i Massana (guerra del Francès).
- 1899, Barcelonaː S'edita el primer número de la revista artística Pèl & Ploma, impulsada per Ramon Casas i Miquel Utrillo.[1]
- 1931, Les Masies de Roda: El monestir de Sant Pere de Casserres és declarat Monument Històric Artístic.[2]
- 2006, Tarragona: El Gimnàstic de Tarragona aconsegueix l'ascens a la Primera divisió de la lliga espanyola de futbol després d'empatar a zero al camp del Xerez.

Resta del món
- 1769: Trànsit de Venus; diversos grups d'observadors l'aprofiten per obtenir dades del paral·latge solar que permeten de calcular, per primera vegada, la distància de la Terra al Sol amb força precisió.
- 1777 - Aranjuez (Comunitat de Madrid): Espanya i França signen el Tractat d'Aranjuez de 1777 en el qual el primer cedeix la part occidental de l'illa de l'Hispaniola (en l'actualitat, Haití al segon.
- 1950: Primera ascensió a l'Annapurna I, la desena muntanya més alta de la Terra.
- 2004, Antàrtida: Expedicions provinents de Nova Zelanda i els Estats Units estableixen un nou estatut per preservar els valors faunístics, ecològics i estètics de les Valls Seques, una extensa zona no glaçada de l'Antàrtida.
- 2004, Tasmània, Austràlia: Aproven la protecció d'una zona del cap Denison, al sud de l'illa.
- 2014, 
  - Akrotiri i Dekélia: Es legalitza el matrimoni homosexual.[3]
  - Territori Britànic de l'Oceà Índic: Es legalitza el matrimoni homosexual.[3]

## Naixements
Països Catalans
- 1865 - Alcoi: Vicent Pascual Pastor, arquitecte valencià (m. 1941).
- 1918 - Sabadell: Maria-Rosa Wennberg Ball-llovera, filòloga catalana, escriptora i especialista en teatre (m. 2018).[4]
- 1920 - Sabadell: Joan Vilacasas, pintor, gravador, ceramista, escriptor i col·leccionista català (m. 2007).
- 1931 - Barcelona: Alfons Borrell i Palazón, pintor abstracte català ( m. 2020).[5]
- 1954 - Barcelona: Quim Pelegrí i Pinyes, biòleg, editor i fundador de Terra Lliure (m. 2025)[6]
- 1971 - Reus: Lourdes Ciuró, política i advocada, ha estat regidora a l'Ajuntament de Sabadell, diputada al Congrés dels Diputats d'Espanya i consellera justícia de la Generalitat de Catalunya.[7]
- 1986 - Manacor: Rafael Nadal, jugador de tennis professional.

Resta del món
- 1303 - Finsta: Brígida de Suècia, religiosa i mística sueca, copatrona d'Europa (m. 1373).[8]
- 1664 - La Haia: Rachel Ruysch, artista neerlandesa que s'especialitzà en el gènere de la natura morta de flors (m. 1750).[9]
- 1743 - Bolonya: Lucia Galeazzi Galvani, científica italiana (m. 1790).[10]
- 1770 - Buenos Aires (Argentina: Manuel Belgrano, un dels pares de la pàtria argentina (m. 1820).
- 1789 - Passyː Fanny Bias, ballarina francesa pionera de la dansa «en punta».[11]
- 1808 - Kentucky: Jefferson Davis, un polític sudista, primer i únic president dels Estats Confederats d'Amèrica (m. 1889).[12]
- 1832 - París (França): Charles Lecocq, músic francès, compositor d'operetes (m. 1918).[13]
- 1865 - Marlborough (Anglaterra): Jordi V del Regne Unit, rei del Regne Unit de la Gran Bretanya i Irlanda (1910-1922), rei del Regne Unit de la Gran Bretanya i d'Irlanda del Nord (1922-1936), emperador de l'Índia (1910-1936), rei dels Dominis Britànics d'Ultramar (1910-1936, i rei d'Irlanda (1922-1936) (m. 1936).[14]
- 1873 - Frankfurt del Main (Alemanya): Otto Loewi, metge, Premi Nobel de Medicina o Fisiologia de 1936 (m. 1961).[15]
- 1898 - Valladolid: Rosa Chacel Arimón, escriptora espanyola de la Generació del 27 (m. 1994).[16]
- 1899 - Budapest (Imperi austrohongarès): Georg von Békésy, biofísic hongarès, Premi Nobel de Medicina o Fisiologia de 1961 (m. 1972).[17]
- 1906 - Saint Louis: Joséphine Baker, cantant, ballarina i vedet de revista francesa (m. 1975).[18]
- 1910 - Nova York: Paulette Goddard, actriu estatunidenca (m. 1990).[19]
- 1923 - Curau: Erika Böhm-Vitense, astrònoma estatunidenca d'origen alemany (m. 2017).[20]
- 1924 - Uppsala (Suècia): Torsten Wiesel, neurobiòleg suec, Premi Nobel de Medicina o Fisiologia de l'any 1981.[21]
- 1925 - Bronx de Nova York (Estats Units): Tony Curtis, actor de cinema estatunidenc.
- 1937 - Tòquio (Japó): Yoshihisa Taïra, compositor japonès (m. 2005).
- 1941 - Berlín: Monika Maron, escriptora alemanya.[22]
- 1951 – Hammonton, Nova Jersey, EUA: Jill Biden, primera dama estatunidenca.
- 1956 - Catània: Donatella Della Porta, sociòloga i acadèmica italiana, professora de ciències polítiques i sociologia.[23]
- 1970 - 
  - Kuwait: Susan Abulhawa, escriptora estatunidenca d'origen palestí.[24]
  - Epe, Gelderland, Països Baixos: Esther Hart, cantant neerlandesa.[25]
- 1972, Cabras, Sardenya: Michela Murgia, escriptora sarda (m. 2023).[26]

## Necrològiques
Països Catalans
- 1523 - Palma, Mallorca: Joanot Colom, cap de les Germanies de Mallorca, executat per les autoritats reialistes.
- 1637 - Girona: Dalmau Ciurana, frare dominic. Per la seva vida religiosa, és considerat venerable (n. 1574).
- 1984 - Elx: Alejandro Ramos Folqués, arqueòleg valencià. Fundador del Museu Arqueològic d'Elx.[27]
- 1985 - Barcelonaː Maria Cinta Balagué, pionera en les emissions radiofòniques (n. 1898).[28]
- 2012 - L'Alcúdia, Ribera Alta: Josep Lluís Bausset i Císcar, professor i activista cultural valencià (n. 1910).
- 2015 - Barcelona: Manuel Esteban i Marquilles, director de cinema (n. 1941).

Resta del món
- 1875 - Bougival, França: Georges Bizet, compositor francès (n. 1838).[29]
- 1883 - París: Karl Wehle, pianista i compositor txec (n. 1825).
- 1900 - Ciutat del Cap: Mary Kingsley, escriptora i exploradora anglesa molt compromesa amb Àfrica (n. 1862).[30]
- 1922 - Nova York, Estats Units: Marion Harland, escriptora estatunidenca (n. 1830).[31]
- 1924 - Kierling, Imperi Austrohongarès: Franz Kafka, escriptor d'origen jueu en llengua alemanya (n. 1883).[32]
- 1937 - Castil de Peones, Alcocero, província de Burgos: Emilio Mola Vidal, militar espanyol i un dels líders de l'intent de cop d'estat del 18 de juliol de 1936 (n. 1887).[33]
- 1963 - Ciutat del Vaticà: Joan XXIII, Papa de l'Església catòlica (n. 1881).[34]
- 1964 - Hèlsinki, Finlàndia: Frans Eemil Sillanpää, escriptor finlandès, Premi Nobel de Literatura 1939 (n. 1888).[35]
- 1975 - Tòquio (Japó): Eisaku Satō, polític japonès, Premi Nobel de la Pau de l'any 1974 (n. 1901).[36]
- 1977 - Cambridge, Anglaterra: Archibald Vivian Hill, fisiòleg anglès, Premi Nobel de Medicina o Fisiologia de 1922 (n. 1886).[37]
- 1989 - Teheran (Iran): Seyyed Ruhol·lah Khomeini àmpliament conegut com l'aiatol·là Khomeini, clergue xiïta iranià i el dirigent espiritual de la revolució islàmica iraniana de 1979 que derrocà la monarquia de Mohammad Reza Pahlavi, el darrer Xa de Pèrsia (n. 1900).[38]
- 2000 - Chicago, Illinois (EUA): Merton Howard Miller, economista estatunidenc, Premi Nobel d'Economia de l'any 1990 (n. 1923).[39]
- 2002 - Rio de Janeiro: Isabel Pons i Iranzo, dissenyadora, il·lustradora, pintora i professora catalano-brasilera (n. 1912).[40]
- 2009 - Bangkok, Tailàndia: David Carradine, actor de cinema nord-americà (n. 1936).
- 2010 - París: Vladímir Arnold, matemàtic (n. 1937).[41]
- 2016 - Phoenix, Arizona, Estats Units. Muhammad Ali, boxador, activista polític i lluitador pels drets socials dels més desafavorits americà (n. 1942).
- 2019 - Porto: Agustina Bessa-Luís, escriptora portuguesa, Premi Luís de Camões el 2004 (n. 1922).[42]

## Festes i commemoracions

### Esport

#### Ciclisme
- Dia Mundial de la Bicicleta

### Santoral

#### Església Catòlica
- Sants al Martirologi romà (2011): Clotilde de Borgonya, reina dels francs; Charles Lwanga i Màrtirs d'Uganda; Cecili de Cartago, sacerdot; Hilari de Carcassona, bisbe; Lifard de Mehun, bisbe; Oliva d'Anagni, eremita; Kevin de Glendalough i Glunsalach de Glendalough, monjos; Genís de Clarmont, bisbe (650); Isaac de Còrdova, màrtir; Daví d'Armènia, pelegrí a Lucca (1051); Morand d'Altkirch, monjo; Con de Diano, monjo; Juan Grande Román, hospitalari de Sant Joan de Déu; Pere Dong, màrtir.
  - Beats Andreu Caccioli, franciscà (ca. 1260); Francis Ingleby, màrtir; Charles-René Collas du Bignon, màrtir; Diego Oddi, franciscà.
- Sants Lucilià i companys màrtirs de Bizanci i Ovidi de Braga, bisbe, eliminats del Martirologi oficial per ésser llegendaris; Pergentí i Laurentí d'Arezzo, màrtirs; Celestí de Bruges, bisbe; Urbici de Meung, abat (s. VI); Gausmar de Savigny, abat (984); Erfó de Siegburg, abat (1076); Adalbert de Como, bisbe (1092); Hildeburga de Pontoise (1115); Adam de Guglionesi, monjo; Meriasek de Camborne, bisbe; Pelegri I i Pelegrí II de Santa Maria dell'Isola, abats camaldolesos (ca. 1291).
- Beata Beatrice Bicchieri, dominica.
- Venerable Dalmau Ciurana, dominic (1574-1637); Vital-Justin Grandin, bisbe.
- Venerats a l'Orde de la Mercè: beat Juan de Salazar, màrtir.

#### Església Copta
- 26 Baixans: martiri de sant Tomàs apòstol.

#### Església Ortodoxa (segons el calendari julià)
- Se celebren els corresponents al 16 de juny del calendari gregorià.

#### Església Ortodoxa (segons el calendari gregorià)
Corresponen al 21 de maig del calendari julià litúrgic:
- Sants Constantí I el Gran, emperador i Elena de Roma, la seva mare; Secund d'Alexandria i companys màrtirs (356); Constantí, Miquel i Teodor de Murom, prínceps (s. XII); Ciril de Rostov, bisbe (1262); Basili de Riazan, bisbe (1295); Jelena de Dečani (1350); Cassià el Grec, monjo d'Úglitx (1504); Agapit de Markuixev (1578); Pacomi de Patmos neohieromàrtir (1730); Hospici de Trèveris; Màrtirs de Kerel; mort d'Isaac el Vell del Monestir de Dionís del Mont Atos; translació de les relíquies d'Andreu de Simbiksk; troballa de la icona de la Mare de Déu de Vladímir; Icona de la Mare de Déu de la Tendresa de Pskov.

#### Església d'Anglaterra
- Sants Màrtirs d'Uganda.

#### Església Episcopal dels Estats Units
- Sants Màrtirs d'Uganda.

#### Esglésies luteranes
- Joan XXIII, bisbe de Roma; Màrtirs d'Uganda. Hudson Taylor, missioner (Església Evangèlica d'Alemanya)

### Efemèrides astronòmiques
- 1769: trànsit de Venus; diversos grups d'observadors l'aprofiten per obtenir dades del paral·latge solar que permeten de calcular, per primera vegada, la distància de la Terra al Sol amb força aproximació.